# Zonaria angelicae
Zonaria angelicae is een slakkensoort uit de familie van de Cypraeidae. De wetenschappelijke naam van de soort is voor het eerst geldig gepubliceerd in 1974 door Clover.